# Fushigi Yūgi Genbu Kaiden
Fushigi Yūgi Genbu Kaiden (ふしぎ遊戯玄武開伝?), titulada en España como Fushigi Yugi: Genbu. El origen de la leyenda, es una serie manga shōjo de Yuu Watase que comenzó a salir en Japón en el año 2003. Se trata de una precuela de Fushigi Yūgi, manga de la misma autora. Ha sido serializada en varias revistas, como Sho-comic o Monthly Flowers; y desde 2011 se recopila en 10 tankōbon, publicados por la editorial Shogakukan. En España la publica la editorial Glénat.

## Argumento
La historia de Fushigi Yügi Genbu Kaiden transcurre en el Japón del año 1923, durante la Era Taishō, siendo dentro del contexto de Fushigi Yūgi la primera en ocurrir. 
Es la leyenda de Takiko Okuda, sacerdotisa de Gembu y sus siete estrellas: Uruki, Naname, Inami, Hatsui, Tomite, Hikitsu y Urimuya. Gembu es el dios del Norte, protector del país de Hokkan. Hokkan está pasando por un mal momento: la rivalidad entre dos hermanos que luchan por obtener el poder absoluto del reino, y la era glacial que pronto cubrirá todo el reino, ocasionando la muerte de todos sus habitantes.
Takiko Okuda, una chica de 17 años hija de Enosuke Okuda, un escritor / traductor muy conocido en el Japón de la era Taishó - año 1923 . Takiko vive con su madre, quien se encuentra muy enferma a causa de una enfermedad degenerativa, conocida como Tuberculosis. El padre de Takiko, lleva más de un año de ausencia, dejando todo en manos de la chica, asumiendo está la responsabilidad de todo. Un poco antes de que su madre muriera, Enosuke, el padre, regresa a casa, sin embargo y sin hacerle caso a Takiko, decide seguir trabajando incansablemente en uno de sus proyectos de traducción. Días después la madre de Takiko muere y es cuando se da el enfrentamiento entre padre e hija. Takiko le reprocho a su padre su abandono, así como también le dejó ver que ella sabía y sentía que el desprecio y abandono en que la tenía sometida su padre no era más que el resultado de no haber sido varón en lugar de mujer. Con estos pensamientos y sentimientos invadiendo a Takiko ella le quita el manuscrito que tan celosamente guardaba su padre y corre al bosque con él en sus manos con la única y clara intención de romperlo. Es ahí cuando algo mágico ocurre y el libro absorbe a Takiko. Este libro no es otro que el "Universo de los Cuatro Dioses del Cielo y la Tierra". 
Dentro del libro Takiko comienza a vivir la aventura de ser ella la elegida como la Sacerdotisa de Genbu, y tendrá que encontrar a sus siete guerreros celestiales para así poder invocar al dios Genbu y salvar al país del norte, Hokkan, de su autodestrucción. Takiko, Uruki, Naname, Inami, Hatsui, Tomite, Hikitsu y Urimuya libran ferozmente batalla tras batalla, tanto en el campo como en el terreno de lo sentimental para dar una segunda oportunidad a las personas, que antaño tomaban por mal augurio la presencia de la Sacerdotisa de Genbu y sus guerreros.
La historia finaliza con la salvación del país de Hokkan, la muerte de dos de sus estrellas, el amor entre una estrella y la sacerdotisa y el perdón de un hijo a su padre. Muchos años pasaran antes que una nueva sacerdotisa apareciera, pero fue Takiko quien a su paso por el mundo de los Cuatro Dioses del Cielo y la Tierra trajo un rayo de esperanza a la humanidad.

## Personajes
Takiko Okuda (奧田 多喜子 Okuda Takiko?)
Takiko es la protagonista y tiene 17 años. Se convierte en la Sacerdotisa de Genbu. Enfadada por la ausencia y obsesión de su padre durante su vida, y dolida por la muerte de su enferma madre, roba el libro de los cuatro dioses de su padre Einosuke Okuda. Al intentar romperlo, este cobra vida y la absorbe dentro de ese mundo, durante la época de la China antigua, y la hace aparecer en la ciudad de Genbu, en donde comienza a ser tratada como algo más que una mera extranjera, sino como la salvadora de esa ciudad en decaimiento. Es nombrada como Sacerdotisa de Genbu y tiene el objetivo de reunir a los Siete Guerreros de Genbu. Conforme pasa el tiempo, se da cuenta de sus verdaderos sentimientos hacia Uruki, uno de los guerreros, ya que él la besa en más de una ocasión y por la preocupación que sienten el uno por el otro. Ella ya manejaba una Naginata en su época, y para cuando la usa como sacerdotisa, está se vuelve un arma poderosa que irradia luz. Se preocupa más por sus guerreros que por ella misma y, sin importar lo que sucede, quiere salvar a Hokkan. Sobre el fin de la historia, Takiko logra pedir dos de los tres deseos a costa de ser devorada por Genbu. No llega a pedir el tercero debido a que su padre se suicida y como ambos estaban conectados por medio de su sangre, aquello le provoca la muerte. Su voz en el Drama CD corre a cargo de la seiyū Satsuki Yukino.
Uruki/Rimudo Roun (女宿 ロウン·リムド Roun Rimudo?)
(Carácter Estrella "Mujer")
Rimudo, que su nombre como Estrella de Genbu es Uruki, es uno de los Siete Guerrero y príncipe de Hokkan. Tiene la habilidad de convertirse en mujer. Como a muchos, le cuesta creer que la leyenda de la sacerdotisa de Genbu sea verídica. Cuando nació, se profetizó que él mataría a su padre, el rey; y para salvarlo, su madre lo confía a un guardia para evitar que su padre lo matara. El hijo del guardia sería Souren, quien se volvería como un hermano y lo cuidaría toda su vida, hasta el día de su muerte. Con el paso del tiempo, Uruki se llegará a sentir atraído por Takiko, aunque en un inicio no lo quiere aceptar, no puede evitar preocuparse por ella y amarla. Siente un profundo rencor y odio por su padre. Su poder es que al transformarse en mujer, puede manipular el viento, convirtiéndolo en un poderoso combatiente. Quien gobierna Hokkan es su tío, dado que su padre tiene una enfermedad incurable. Aparenta tener 19 años. Su voz en el Drama CD corre a cargo del seiyū Takahiro Sakurai, cuando es hombre; y de la seiyū Miki Nagasawa, cuando es mujer.
Souren
La madre del príncipe Rimudo le encargó a su padre que protegiera al niño de la ira de su padre, y desde entonces se ha encargado de él, como su fuera su hermano mayor. Cuando su padre muere, Rimudo revela su poder como uno de los 7 Guerreros de Genbu. Es un excelente guerrero, tanto en espada, como en artes marciales y su especialidad son los explosivos. Aparenta tener 28 años.
Tomite/Chamka Tan (虚宿 ターン·チャムカ Taan Chamuka?)
(Carácter Estrella "Vacío")
Chamka, que su nombre como Estrella de Genbu es Tomite, es uno de los Siete Guerrero. Se lleva muy mal con Rimudo. Piensa que es un asesino y trata de darle caza con sus flechas al margen de la justicia y de los guardias que le persiguen. En ese momento, se encuentra con Takiko Okuda por primera vez. Al verla con él, pensó que había un lazo entre ellos y decide raptarla para que Uruki, la vaya a buscar y así enfrentarse como es debido con él. No obstante, se da cuenta de que la joven Takiko no es más que una conocida, por el momento, de Rimudo. Su poder es de crear y manipular el hielo. Aparenta tener 19 años. Su voz en el Drama CD corre a cargo del seiyū Tetsuya Iwanaga.
Hatsui (室宿 エルタイ·ザラ- Erutai Zaraa?)
(Carácter Estrella "Campamento")
Hatsui es la tercera Estrella de Genbu en aparecer. Es un niño que fue maltratado y que se unió a Takiko después de que lo encontraran. Su nombre verdadero es Zaara. Su poder es de moverse dentro de una cesta y dispara agujas. Al inicio es muy tímido, pero gracias a Takiko y a lo demás encuentra su fortaleza. Conoce de plantas medicinales y es quien atiende a los demás guerreros en cuestión de heridas. Aparenta tener 14 años. Su voz en el Drama CD corre a cargo de la seiyū Megumi Ogata.
Namame (壁宿?  "Muro")
Namame es una de las Estrellas de Genbu. Está hecho de rocas. Cuando el grupo lo conoce, es un gigante de piedra que es acompañado por una sacerdotisa. Tiempo atrás, fue maltratado en su intento de relacionarse con los humanos, siendo la sacerdotisa su única amiga. A la llegada de Takiko, la sacerdotisa le insta a viajar con Takiko. Pero es asesinada, desatando la furia en Naname, quien recibe un golpe de Urumiya y su tamaño se reduce a un pequeño muñeco de roca que puede cambiar a voluntad, aunque sin volver al tamaño colosal que tenía al principio. Takiko es al única que puede escuchar su voz.
Hikitsu (斗宿 チェン·エムタト Chen Emutato?)
Hikitsu es una de las Estrellas de Genbu. Lleva un parche en el ojo para que no se le vea el símbolo de Estrella. Durante la historia, se sentirá atraído por la sacerdotisa Takiko. Su poder es el de manipular el agua, siendo un dragón de agua la forma más conocida. Si alguien ve directamente su ojo parchado, recordará automáticamente cosas del pasado. Tiene una hermana menor que siente afecto por Tomite, ya que ellos 3 se conocieron cuando eran niños. Suele ser de personalidad callada y astuta. Aparenta tener 26 años.
Inami (牛宿 タルマ Taruma?)
Inami es una de las Estrellas de Genbu. Es la única mujer de las Estrellas de Genbu y su nombre verdadero es Taruma. Una de sus aficiones es fumar. Ella vivía en el palacio y recuerda cuando el príncipe Rimudo desapareció. Su poder es el de manipular su cabello. Aparenta tener 26 años. Su voz en el Drama CD corre a cargo de la seiyū Masako Katsuki.
Urumiya (危宿 ハーガス & テグ Hāgasu & Tegu?)
Urumiya es una de las Estrellas de Genbu. Él sólo tiene la mitad del símbolo en su frente, ya que su hermano gemelo tiene la otra mitad. De niños, fueron separados por el hecho del gran poder que tenía su hermano, un tipo de canto; y desde entonces, ha estado encerrado en alguna parte del castillo del tío de Uruki. Él lucha contra las Estrellas de Genbu por el bienestar de su hermano. Su poder es el de absorber los poderes al ser atacado. Aparenta tener 21 años. Su voz en el Drama CD corre a cargo del seiyū Takehito Koyasu.
Fei-qian (緋鉛 Hien?)
Fei-qian es un soldado del país de Ju-dong (Kutō). Maneja dos espadas y perdió un brazo a manos de Uruki. Es violento y sanguinario en los combates.
Zi-xi (紫義 Shigi?)
Zi-xi es un chico enviado de Ju-dong y acompaña siempre a Fei-qian. Cuando era joven lo maltrataron y lo convirtieron en eunuco, por lo que cree que dejó de ser un hombre. Él maneja una especie de látigo, que puede prender fuego. También es sanguinario aunque es más tranquilo que Hien.
Einosuke Okuda (奧田 永之助 Okuda Einosuke?)
Einosuke es el padre de Takiko y el traductor del «Universo de los Cuatro Dioses». Obsesionado con su obra, no prestó atención a su familia y con sus viajes de idas y venidas, su mujer enferma murió sin él a su lado. Por esto, Takiko nunca se lo perdonaría. Desde que Takiko entra en el libro, él sigue la historia desde la época actual y se niega a que su hija cumpla con su deber de sacerdotisa de Genbu.
Takao Ōsugi
Takao es el amigo de Einosuke y el padre de Suzuno. Takiko estaba enamorada de él, aunque con el tiempo, sus gustos pueden ir más enfocados hacia una de las Estrellas de Genbu, Uruki, a quien conoció nada más entrar en «El Universo de los Cuatro Dioses».
Suzuno Ōsugi (大杉 鈴乃 Ōsugi Suzuno?)
Suzuno es la hija de Takao Ōsugi y quien será en el futuro la Sacerdotisa de Byakko. Aparece como una niña de 5 años aproximadamente y sólo se ve una vez, en una foto que Takao le presenta a Takiko.

## Contenido de la obra

### Manga
Fushigi Yūgi Genbu Kaiden, manga shōjo escrito e ilustrado por Yuu Watase, comenzó en 2003 en una edición de la revista Sho-Comi. En 2004, la serie se trasladó a la revista Fushigi Yūgi Perfect World, una ramificación de Sho-Comi, donde tuvo una publicación trimestral hasta el día de la cancelación de la propia, en junio de 2008. Seguidamente, se traspasó a la revista Monthly Flowers, donde salía de forma esporádica en 2008, hasta que la autora sufrió un hiato, deteniendo la serie por razones de salud y también por otros compromisos laborales. La serie se preveía reanudar en primavera de 2010. Pero el 17 de enero, la propia autora anunció que tras terminar uno de sus otros trabajos, Sakura-Gari, comenzó a seguir la serie, ahora publicada en la revista Rinka. Los tankōbon del manga son publicados por la editorial Shogakukan, desde octubre de 2003 Desde junio de 2011, se encuentra recopilada en 10 tankōbon.
El manga también se publica en Estados Unidos por Viz Media, en España por Glénat, en Francia por Editions Tonkam, en Alemania por EMA, en Reino Unido por Gollancz Manga; y en Australia y Nueva Zelanda por Madman Entertainment.
| Volumen | Fecha de publicación en Japón | ISBN                   | Fecha de publicación en España | ISBN                   |
| ------- | ----------------------------- | ---------------------- | ------------------------------ | ---------------------- |
| 1       | 25 de octubre de 2003         | ISBN 4091384714        | 31 de octubre de 2007          | ISBN 978-84-8357-235-1 |
| 2       | 26 de mayo de 2004            | ISBN 4-09-138472-2     | 26 de diciembre de 2007        | ISBN 978-84-8357-236-8 |
| 3       | 26 de noviembre de 2004       | ISBN 4-09-138473-0     | 21 de febrero de 2008          | ISBN 978-84-8357-237-5 |
| 4       | 26 de mayo de 2005            | ISBN 4-09-138474-9     | 10 de abril de 2008            | ISBN 978-84-8357-238-2 |
| 5       | 25 de noviembre de 2005       | ISBN 4-09-138475-7     | 19 de junio de 2008            | ISBN 978-84-8357-647-2 |
| 6       | 26 de marzo de 2007           | ISBN 978-4-09-130869-6 | 2008                           | ISBN 978-84-8357-675-5 |
| 7       | 26 de septiembre de 2007      | ISBN 978-4-09-131196-2 | 2008                           | ISBN 978-84-8357-676-2 |
| 8       | 26 de marzo de 2008           | ISBN 978-4-09-131557-1 | 2008                           | ISBN 978-84-8357-844-5 |
| 9       | 26 de septiembre de 2008      | ISBN 978-4-09-131849-7 | 2009                           | ISBN 978-84-8357-843-8 |
| 10      | 24 de junio de 2011           | ISBN 9784091338082     | 29 de octubre de 2011          | ISBN                   |

### Drama CD
La serie cuenta con una adaptación a Drama CD, en una colección de 5 volúmenes.

### Videojuegos
Idea Factory desarrolló para PlayStation 2 un juego basado en la serie, titulado Fushigi Yuugi — Genbu Kaiden Gaiden: Kagami no Miko, que salió en Japón el 22 de junio de 2005. El juego nos pone en la piel de Mariko Kobayashi, un personaje original creado para el juego, que entró al «Universo de los Cuatro Dioses» a través de un espejo. Llega con el propósito de encontrar a su amigo Takumi Mochizuki, quien también entró a través del espejo; y para conseguirlo es ayudado por Genbu no Miko y los siete Guerrero de Genbu. Una edición limitada pues liberada el mismo día del lanzamiento, que contenía un artbook y un CD con entrevista a los seiyūs que participaron en el juego. Una versión para PSP fue puesta a la venta en Japón el 28 de septiembre de 2006.